# Informacijska tehnika
Informacijska tehnika obsega področja zajemanja, obdelovanja, shranjevanja in prenašanja vseh vrst informacij. 
Informacijsko tehniko delimo na strojni in programski del, da ta področja povežemo, mora biti prisotna še informacijsko-komunikacijska tehnika. Informacijska tehnika v sodobni informacijski družbi nastopa z vlogo dostopnost informacij, krajšanje poslovnih ciklusov in povečanje konkurenčnosti. Je pa tudi dovolj fleksibilna, da zadovolji individualne potrebe pri zbiranju informacij. 

#### Družbeni determinizem
Informacijska tehnika se razvija in napreduje, hkrati pa spreminja našo družbo. Zato bi lahko govorili o družbenem determinizmu, saj bo nova tehnika spreminjala našo družbo. Nekateri pa družbo, v kateri živimo, imenujejo kar informacijska družba oz. družba znanja. Informacijska tehnika postaja vse pomembnejši dejavnik učenja, še posebej v splošnem izobraževanja. Najbolj je to vidno pri izobraževanju na daljavo, saj informacijska tehnika omogoča uporabnikom (v tem primeru učencem), da varno in zanesljivo dostopajo do okolja za učenje, hkrati pa motivira in spodbudi k učenju.